# 南街海港
南街海港（英語：South Street Seaport）是美國纽约市曼哈顿的一个历史街区，位于富尔顿街与东河交汇处，毗邻金融区。南街海港是一个指定历史街区，与毗邻的金融区不同。这里拥有一些曼哈顿下城最古老的建筑，为该市19世纪初商业建筑最大的集中地，包括修复的建筑、帆船、前富尔顿鱼市场，现代旅游商场，特色食品，购物和夜生活，以及眺望布鲁克林大桥。在海港入口处是泰坦尼克号纪念灯塔。

## 港口的历史
该地区的第一个码头出现在1625年，当时荷兰西印度公司在这里建立了一个前哨站。随着第一批定居者的涌入，该地区迅速发展起来。该地区最早和最繁忙的街道之一是今天的珍珠街，以各种沿海珍珠贝壳而命名（在我们的地图上查看珍珠街上的弗朗萨斯客栈，这是一家集博物馆与小酒馆一身的，位于城市最古老的建筑楼内，也是乔治华盛顿与他的部队告别的地方）。由于其独特的地理位置，珍珠街很快受到各商家们的欢迎。东河最终被收窄了。到了17世纪下半叶，码头延伸到水街，再到前街，并在19世纪初到达南街。码头很有名，因为它受到哈德逊河西风和冰的保护。
1784年2月22日，中国皇后号从港口驶往广州，于1785年5月15日返回费城，携带着货物绿茶，红茶，瓷器和其它物品。这标志着新成立的美国与大清帝国之间贸易关系的开始。
1818年1月5日，詹姆斯·门罗从利物浦承载着424吨的货物跨大西洋航行，开启了第一条正常的跨大西洋航线 - 黑球航线。这条航线的航运一直持续到1878年。商业上成功的跨大西洋航线导致许多竞争公司的建立，包括1822年的红星线。交通运输为建立纽约世界贸易中心之一做出了重大贡献。
南街海港地区最大的公司之一是福尔顿水产市场，于1822年开业。2005年，它搬到了布朗克斯的Hunts Point。
1825年11月，位于北部的伊利运河开放。连接纽约和美国西部的运河促进了该市的经济发展。然而，由于这个原因，随着航运时代的开始，需要延长码头并加深港口。
1835年12月17日晚，纽约市一场大火摧毁了17个街区，南街海港的许多建筑物被烧毁。然而，到了19世纪40年代，港口恢复了，到1850年达到了鼎盛时期。
在这鼎盛时期，该港口接待了许多商企业，机构，船舶租赁商，车间，寄宿公寓，沙龙和妓院。然而，到19世纪80年代，港口的资源被消耗得所剩无几，这些企业的发展空间也在减少，港口对于新船来说太浅了。到了20世纪30年代，大多数码头已经起不了作用了，货船主要停靠在西区和霍博肯的港口。到20世纪50年代末，旧的Ward Line码头，包括15号，16号码头和17号码头的一部分，大部分都是空置的。
海港也在泰坦尼克号的灾难中担当一角。 RMS泰坦尼克号于1912年在前往南街海港的途中不幸地沉没。当时船上最富有的商人之一，约翰·雅各·阿斯特，现在被埋葬在三一教堂 - 距离海港仅几步之遥。

## 今日的海港
经过全面翻新后，现在的南街海港周边娱乐饮食设施都完善了很多，是许多商店，高档餐厅（名厨David Chang的Momofuku和Jean-Georges）的集中地，以及音乐会和其它有趣的活动。然而，港口并没有失去其历史价值。您仍然可以参观南街海港博物馆，该博物馆是美国国家海事博物馆之一。此外，该港口也是泰坦尼克号纪念灯塔的所在地。

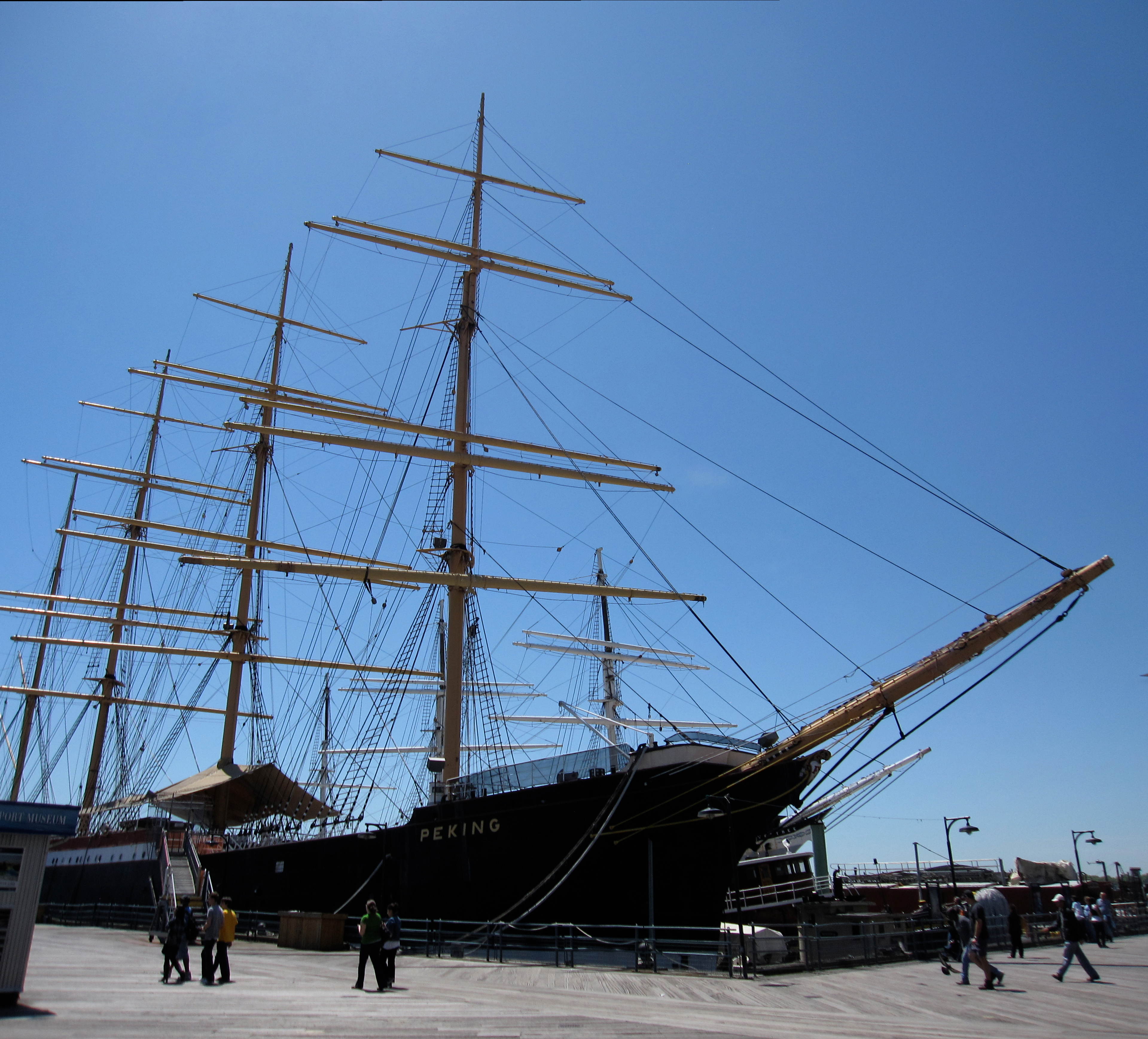
Peking
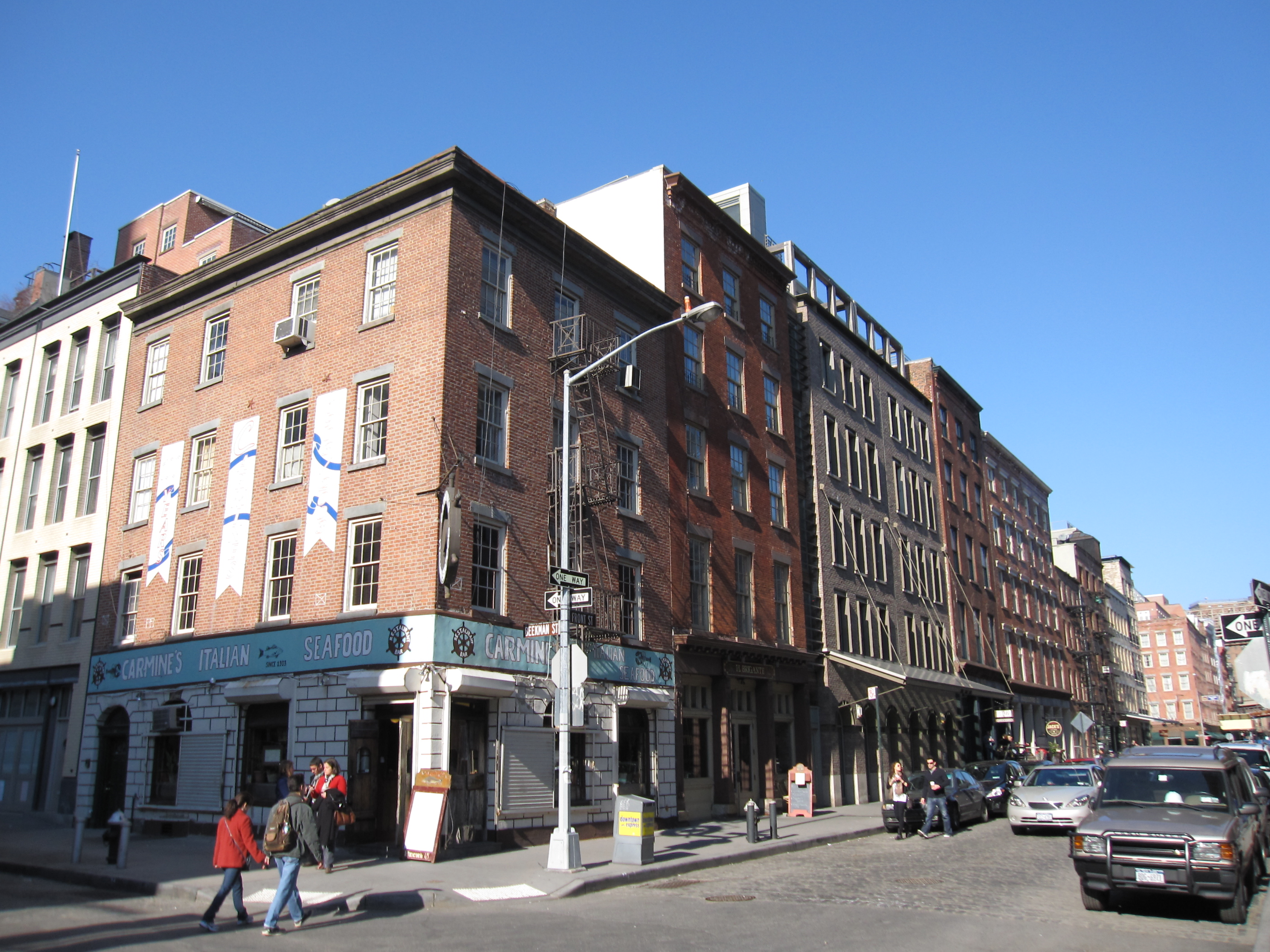
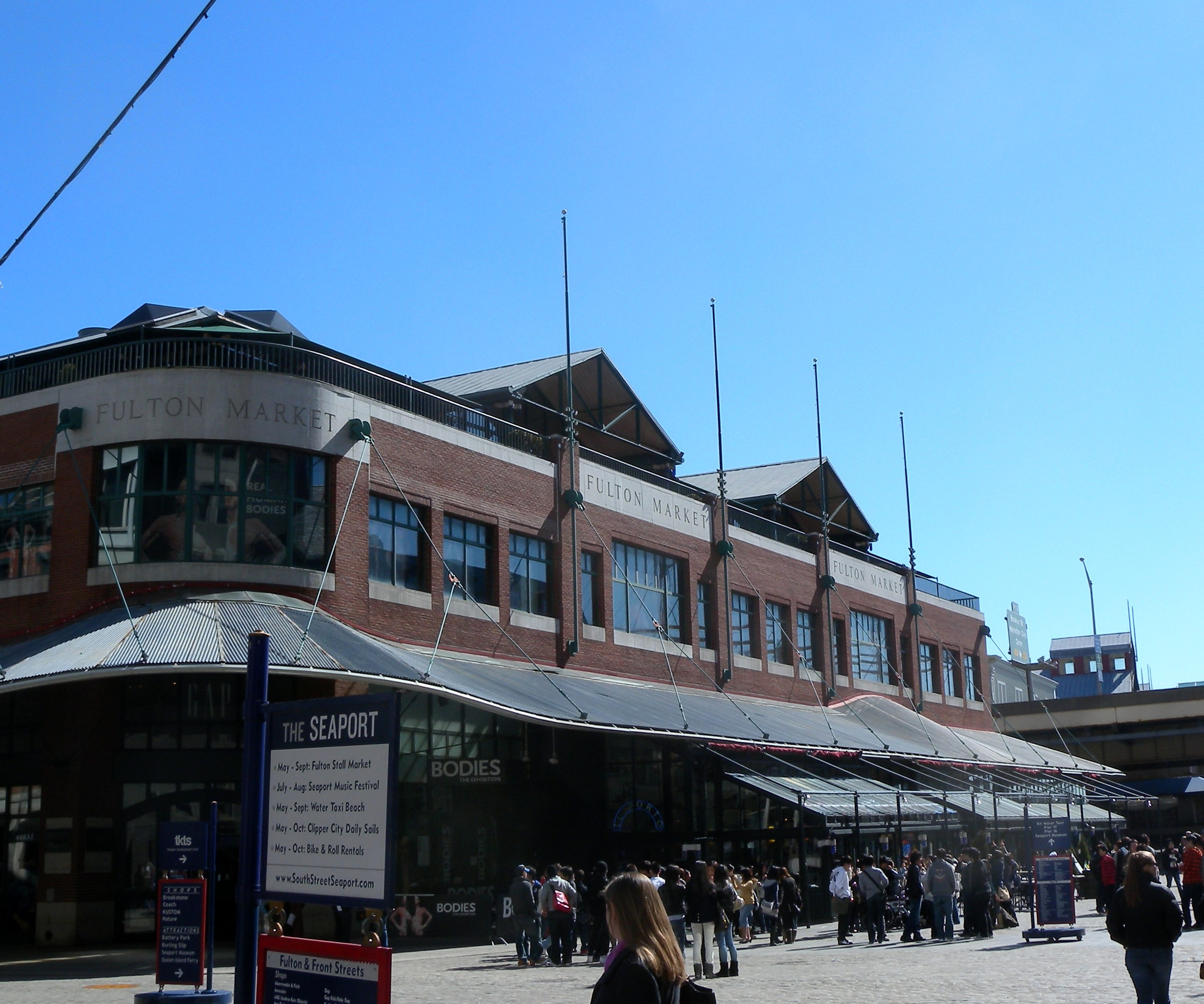
Fulton Market
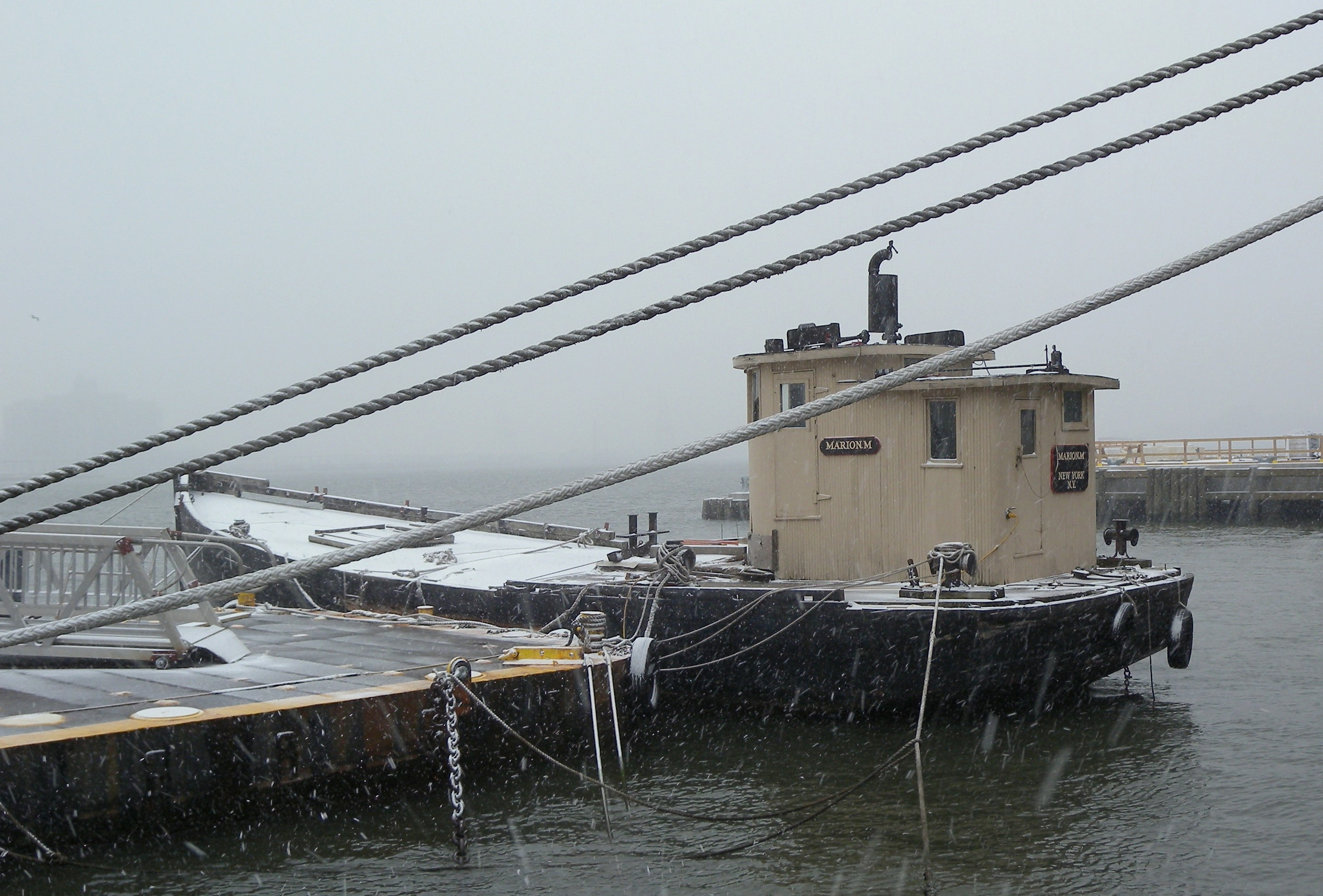
The Marion M.
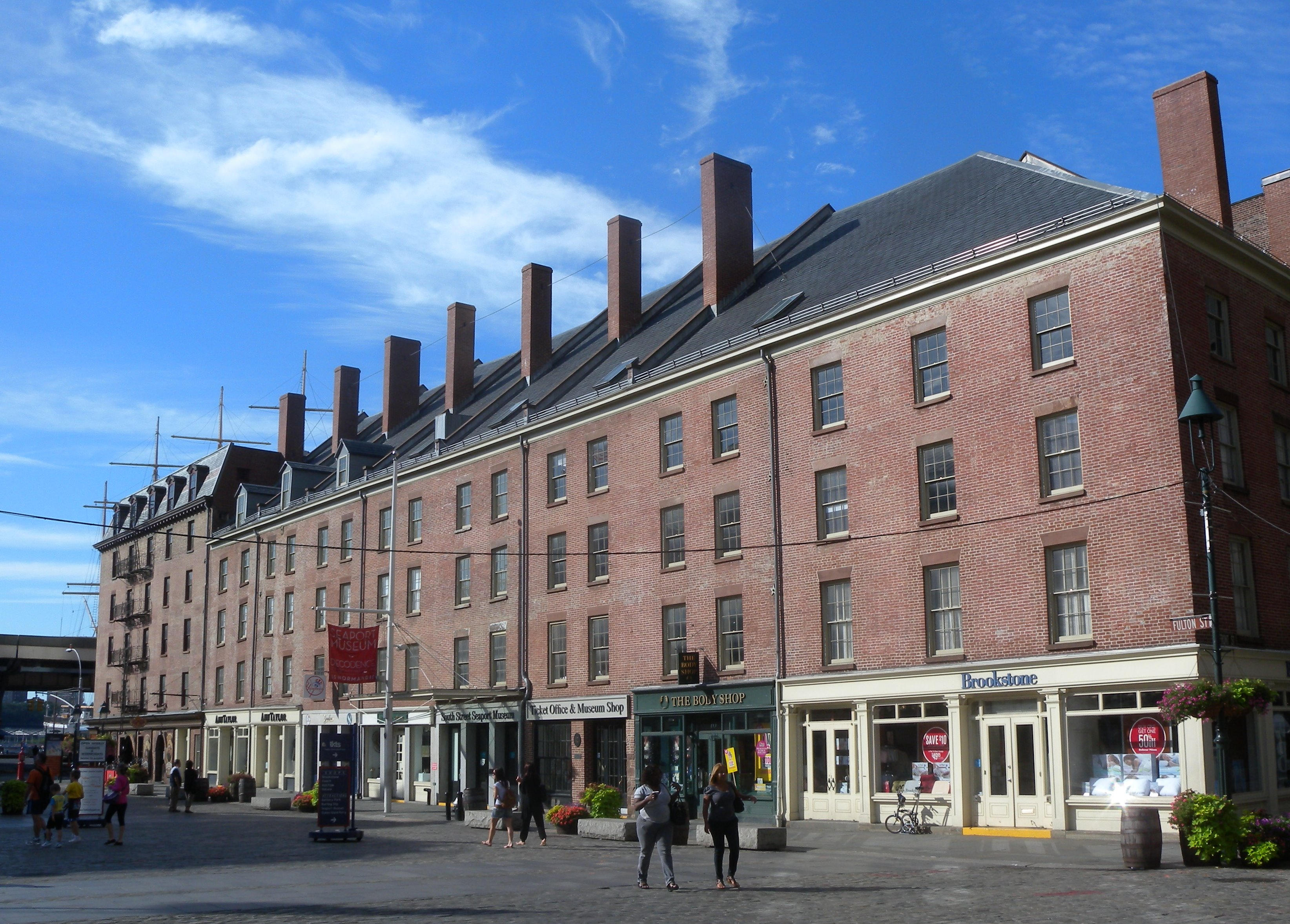
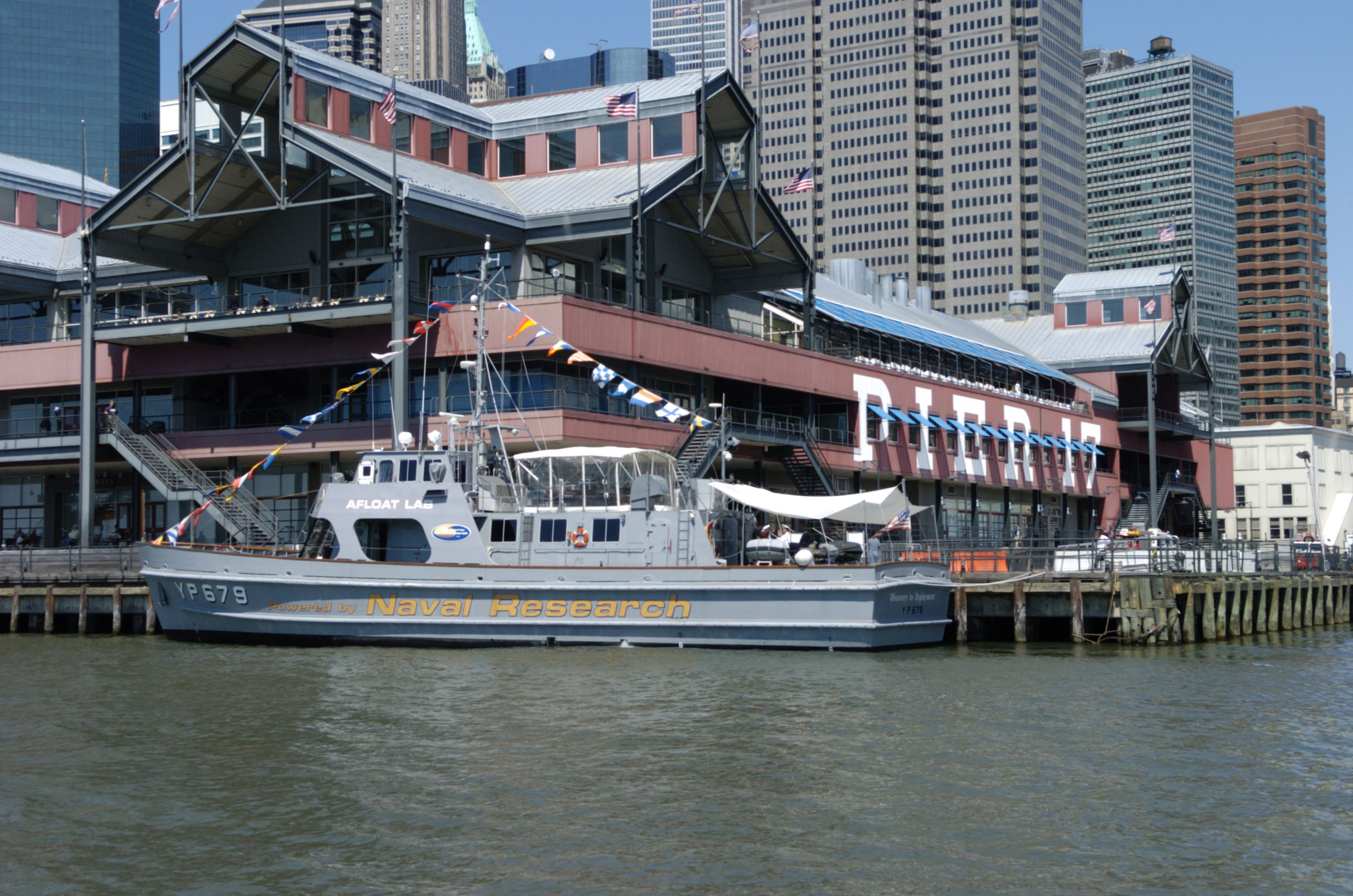